# Henry Rappaport
Henry Rappaport (geboren 12. März 1913 in Lemberg, Österreich-Ungarn; gestorben 19. Mai 2003 in Los Angeles) war ein US-amerikanischer Onkologe.

## Leben
Henry Rappaport war ein Sohn des Leo Rappaport und der Amelia Bak. Er ging in Wien zur Schule und studierte ab 1931 Medizin an der Universität Wien mit der Promotion 1937. Nach dem Anschluss Österreichs verlor er seine Assistentenstelle und floh über die Schweiz und Montpellier (wo er über ein Jahr am Pathologischen Institut war) 1940 in die USA. Nach Praktikum am Michael Reese Hospital in Chicago begann er seine Facharztausbildung in Pathologie am Mount Sinai Hospital in Chicago. 1943 wurde er US-Staatsbürger und diente im Medical Corps der US-Armee bis 1946, zuletzt als Major. Er leitete die Abteilung Hämatologie am Pathologischen Institut der US Army in Washington, bevor er Associate Professor an der University of Chicago wurde, an der er 1961 Professor wurde und die Abteilung Hämatopathologie leitete. 1975 bis zur Emeritierung 1986 war er Professor für Pathologie am City of Hope National Medical Center.
Von ihm stammt die Rappaport-Klassifikation der Lymphome, die er 1956 bis 1966 erstellte. Mit der ihr nachfolgenden Kiel-Klassifikation bildete sie die Grundlage der späteren WHO-Klassifikation. 1968 gründete er ein Referenzzentrum für Lymphom-Diagnostik.
Seit 1969 ist er Ehrenmitglied der Deutschen Gesellschaft für Hämatologie und Medizinische Onkologie.
1975 erhielt er den Karnofsky Memorial Award der American Society of Clinical Oncology. 1995 wurde er Ehrendoktor der Universität Wien; 1981 war er bereits Ehrendoktor der Universität Aix-Marseille geworden. Er war ab 1969 Ehrenmitglied der Deutschen Gesellschaft für Hämatologie und Medizinische Onkologie (DGHO).
In erster Ehe war er mit der Französin Dina Braude-Rappaport (1915–1990) verheiratet und hatte mit ihr zwei Söhne und zwei Töchter, in zweiter Ehe war er mit Clara Berta Rappaport (* 1963) verheiratet.

## Schriften
- Tumors of the hematopoietic system, Washington: Armed Forces Institute of Pathology, 1966